# حدايا خولان (قفل شمر)

تعديل مصدري - تعديل

حدايا خولان هي إحدى قرى عزلة المخلاف بمديرية قفل شمر التابعة لمحافظة حجة، بلغ تعداد سكانها 38 نسمة حسب تعداد اليمن لعام 2004.